# Ortonovo
Ortonovo – miejscowość i gmina we Włoszech, w regionie Liguria, w prowincji La Spezia. Do 2017 r. nosiła nazwę Luni.
Według danych na rok 2004 gminę zamieszkiwało 8188 osób, 629,8 os./km².